# 納什維爾鎮區 (密蘇里州巴頓縣)
納什維爾鎮區（英語：Nashville Township）是位於美國密蘇里州巴頓縣的一個行政鎮區。

## 地方資料
納什維爾鎮區的面積為125.87平方千米，當中陸地面積為125.55平方千米，而水域面積為0.32平方千米。根據2020年美國人口普查的數據，當地共有人口408人，而人口密度為每平方千米3.24人。